# Marcus Pomponius Bassulus
Marcus Pomponius Bassulus war ein römischer Politiker und Dichter. Er lebte vom Ende des 1. Jahrhunderts bis Anfang des 2. Jahrhunderts in der durchaus wohlhabenden Kleinstadt Aeclanum. 
Er besetzte dort den Rang eines Duovirn. Er soll wenige Stücke des Menander übersetzt und auch eigene Komödien geschrieben haben. Martin Schanz und Carl Hosius stellen ihn in eine Reihe mit Vergilius Romanus. Sylvia Fein ordnet ihn einer modischen, archaisierenden literarischen Zeitströmung zu, die sich Vorbilder in vergangenen Zeiten suchte. Es wird vermutet, dass die Stücke allerdings nicht aufgeführt, sondern nur rezitiert wurden. Er gilt Jürgen Blänsdorf und Sebastiana Nervegna wie Vergilius Romanus eher als literarischer Amateur aus der Zeit des jüngeren Plinius. Weder Werke noch Titel sind überliefert. Nach Edmund Groag war er mit Cantria Longina aus einer angesehenen Familie verheiratet und hatte mindestens eine Tochter. Deren Sohn scheint der Consul des Jahres 126 n. Chr. Gaius Eggius Ambibulus gewesen zu sein.

## Antike Quellen
- CIL 9, 1164
- CIL 9, 1165
- CIL 9, 1153